# Martino Canessa

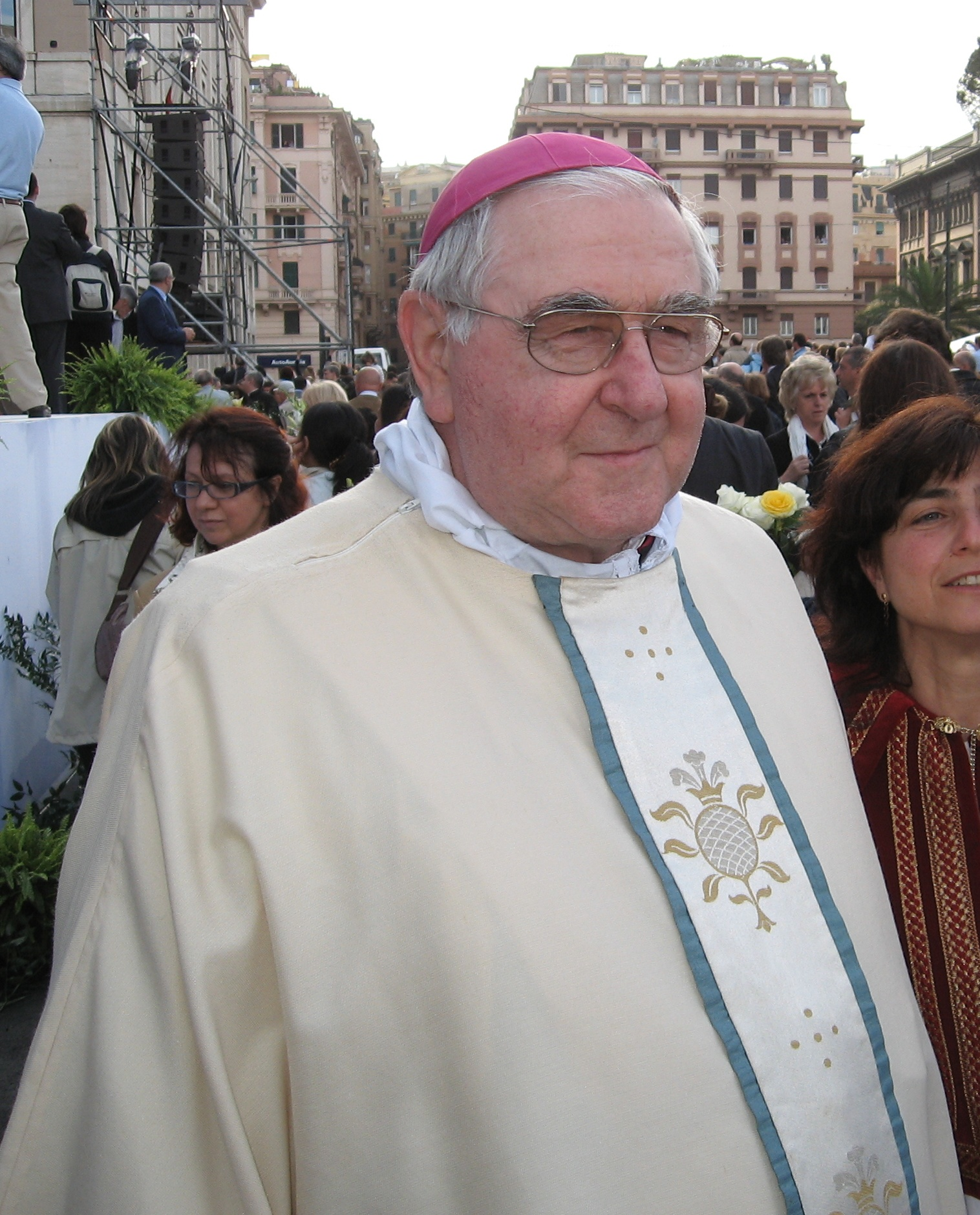
Bischof Martino Canessa (2008)

Bischofswappen

Martino Canessa (* 22. Juli 1938 in Voltri, Provinz Genua) ist ein italienischer römisch-katholischer Geistlicher und emeritierter Bischof von Tortona.

## Leben
Martino Canessa empfing am 29. Juni 1962 die Priesterweihe.
Papst Johannes Paul II. ernannte ihn am 20. Juni 1989 zum  Titularbischof von Tigisi in Mauretania und zum Weihbischof in Genua-Bobbio. Die Bischofsweihe spendete ihm der Erzbischof von Genua-Bobbio, Giovanni Kardinal Canestri, am 9. Juli desselben Jahres; Mitkonsekratoren waren Alessandro Piazza, Bischof von Albenga-Imperia, und Giacomo Barabino, Bischof von Ventimiglia-San Remo. Als Wahlspruch wählte er In spe fundati (deutsch: In der Hoffnung gegründet).
Am 2. Februar 1996 berief ihn Johannes Paul II. zum Bischof von Tortona; die Amtseinführung fand am 13. April desselben Jahres statt.
Am 15. Oktober 2014 nahm Papst Franziskus seinen altersbedingten Rücktritt an.